# Station Wijchmaal
Station Wijchmaal is een voormalig spoorwegstation langs spoorlijn 18 in het dorp Wijchmaal, een deelgemeente van de stad Peer.
De gemeenteraad van Wijchmaal had in 1864 bepaald dat de spoorlijn niet door het centrum van het dorp aangelegd mocht worden. Het eerste station werd dan ook ten westen van het centrum gebouwd in 1866 en was van het type Luik-Limburg II. Het station kreeg de naam Wijchmaal-Beverloo omdat dit station ook dienstdeed als station voor het militaire Kamp van Beverlo te Leopoldsburg. Na de opening van het station Leopoldsburg in 1878 bleef het station in dienst als goederenstation voor het militaire kamp. De toevoeging Beverloo viel pas in 1952 weg uit de stationsnaam.
Door de aanleg omstreeks 1890 van de tramlijn langs de weg Hechtel-Peer-Bree, die de spoorlijn kruiste vlak bij het station, ontstond er ter plaatse een belangrijk verkeersknooppunt. Er ontstond hierdoor een drukke stationsbuurt met hotels, winkels en cafés. Het eerste station bleef in dienst tot in 1913 en werd afgebroken in 1942.
Het grotere tweede station, dat langs de weg Hechtel-Peer lag, werd in 1913 in gebruik genomen en was van het type 1895. Er was een speciale laad- en loskade voorzien voor de zware kanonnen voor het militair domein. Het station sloot voor reizigers in 1957 maar werd verder gebruikt als goederenstation. In 1975 werd dit tweede station gesloten en afgebroken.
In 1976 werd er nog een kleiner derde goederenstation in gebruik genomen maar het verloor zijn functie in 1984.
0,0: Winterslag ·
10,7: Houthalen ·
14,7: Helchteren ·
18,5: Beverloo-Heide ·
23,0: Wijchmaal ·
27,0: Eksel ·
33,6: Neerpelt ·
40,1: Achel ·
43,8: Borkel en Schaft ·
49,6: Valkenswaard ·
54,1: Aalst-Waalre ·
57,0: Gestel ·
58,0: Philipsdorp Zuid ·
60,0: Eindhoven Centraal